# Nomadi
Die Nomadi („Nomaden“) sind eine italienische Pop-Rock-Band, die 1963 gegründet wurde. In ihrer über 50-jährigen Geschichte haben sie über 40 Alben und eine Vielzahl von Kompilationen veröffentlicht.

## Bandgeschichte
Die Band wurde 1963 zwischen Reggio Emilia und Modena von Keyboarder Beppe Carletti und Sänger Augusto Daolio ins Leben gerufen. Zunächst wurden sie von Franco Midili (Gitarre), Leonardo Manfredini (Schlagzeug), Gualtiero Gelmini (Saxophon) und Antonio Campari (Bass) unterstützt; Gelmini, Campari und Manfredini verließen die Gruppe jedoch schon nach kurzer Zeit wieder und machten Platz für Bila Coppellini (Schlagzeug) und Gianni Coron (Bass). 1966 debütierte die Band mit der Single Come potete giudicar, einer Coverversion von Sonny Bonos The Revolution Kind, die gut rezipiert wurde und den Nomadi mehrere Fernsehauftritte ermöglichte. Bedeutend war das Zusammentreffen mit Francesco Guccini, der mit der Gruppe spielte und mehrere Lieder für sie schrieb, so Noi non ci saremo und vor allem Dio è morto, mit dem sie 1967 große Aufmerksamkeit erreichten: Das Lied wurde vom staatlichen Radio boykottiert, von Radio Vatikan jedoch gesendet. Die Gruppe erhielt auch die Möglichkeit, als erste italienische Popband im Vatikan aufzutreten.
Bei steigender Popularität veröffentlichte die Band in den folgenden Jahren mehrere erfolgreiche Singles und gab unzählige Konzerte, immer begleitet von einer treuen Fangemeinde. 1971 nahm sie erstmals am Sanremo-Festival teil, zusammen mit Mal und dem Lied Non dimenticarti di me, schaffte es jedoch nicht ins Finale. Mit Io vagabondo hatte sie 1972 einen Nummer-eins-Hit. 1980 erschien ein gemeinsames Livealbum mit Guccini, Album concerto. Anfang der 80er-Jahre trat der Bassist Dante Pergreffi an die Stelle von Umberto Maggi, der wiederum fortan als Produzent der Gruppe fungierte. 1990 stießen außerdem Gitarrist Cico Falzone und Schlagzeuger Daniele Campani dazu und ersetzten Chris Dennis bzw. Paolo Lancelotti. Im Jahr 1992 ereigneten sich zwei tragische Todesfälle: Bassist Pergreffi kam im Mai bei einem Unfall im Straßenverkehr ums Leben, während im Oktober Frontman Augusto Daolio nach kurzer Krankheit verstarb. Zunächst in Auflösungsstimmung, formierte sich die Band mit Elisa Minari (Bass), Danilo Sacco (Gesang und Gitarre) und Francesco Gualerzi (Gesang und Saxophon) neu, gab weiter Konzerte und veröffentlichte das Album Contro, das noch mit Sänger Daolio aufgenommen worden war. 
In Chile traten die Nomadi Ende 1993 zusammen mit der Gruppe Inti-Illimani auf. Nach dem Album La settima onda begab sich die Gruppe 1994 nach Kuba, wo sie im Rahmen einer Hilfsmission Musikinstrumente an Schulen brachte. Zurück in Italien, wurde die Band in Bologna vom Dalai Lama empfangen, der sich auf Italienbesuch befand. Im Juli 1995 erschien das neue Album Lungo le vie del vento. Die Band engagierte sich auch für eine Reihe von Hilfsorganisationen, darunter Greenpeace, Amnesty International und Emergency. 1996 erschien Quando ci sarai, 1997 das doppelte Livealbum Le strade, gli amici, il concerto, das auf Platz drei der Charts vorstoßen konnte. Mit den neuen Mitgliedern Massimo Vecchi und Sergio Reggioli (für Minari und Gualerzi) folgte 1998 das Album Una storia da raccontare, 1999 die Kompilation SOS con rabbia e con amore. Wieder kam es zu Umbesetzungen, und mit Beppe Carletti (Keyboard), Daniele Campani (Schlagzeug), Cico Falzone (Gitarre), Danilo Sacco (Gesang und Gitarre), Massimo Vecchi (Gesang und Bass) und Sergio Reggioli (Perkussion, Geige und Whistle) veröffentlichte man 2000 das Album Liberi di volare.
Im Jahr 2002 organisierte die Band zu Ehren ihres ehemaligen Frontmans das Event Nomadincontro – X Tributo ad Augusto Daolio. Anschließend gelang ihr mit Amore che prendi amore che dai erstmals ein Nummer-eins-Album. Nach der Kompilation Nomadi 40 (2003) erschien 2005 das Studioalbum Corpo estraneo. 2006 kehrte die Band nach 35 Jahren zum Sanremo-Festival zurück und präsentierte das Lied Dove si va, womit sie die Gruppenkategorie gewann und in der Gesamtwertung den zweiten Platz belegte. Es folgte das Album Con o contro di me. Während ihrer Tournee 2007 lud Biagio Antonacci sie zur Eröffnung eines seiner Konzerte nach San Siro ein. Ende des Jahres veröffentlichte die Band in Zusammenarbeit mit dem Omnia-Orchester von Bruno Santori ein Livealbum, das bei zwei Konzerten in Brescia aufgenommen worden war. Mit Allo specchio erschien 2009 ein neues Studioalbum; kurz darauf musste die Band vorerst pausieren, da Sänger Danilo Sacco gesundheitliche Probleme hatte. Doch er erholte sich wieder und 2010 nahmen die Nomadi erneut am Sanremo-Festival teil, wobei sie Irene Fornaciari bei Il mondo piange begleiteten, und den sechsten Platz erreichten.
Sacco fiel weiterhin bei diversen Konzerten aus; Ende 2010 erschien das Coveralbum Racconti raccolti. 2011 endete der Vertrag der Band mit Warner, woraufhin man beschloss, unabhängig zu bleiben und die folgenden Alben selbst zu produzieren. Erstes Album war daraufhin Cuore vivo, auf dem die Band eigene Lieder aus den Jahren 1967–1977 neu aufnahm. Anschließend gab Sänger Sacco seinen endgültigen Ausstieg bekannt. An seine Stelle trat 2012 der junge Cristiano Turato. Anlässlich des 20-jährigen Todestags von Daolio veröffentlichte die Band die Kompilation È stato bellissimo und begann die Tournee Ricordarti. Carletti organisierte im Juni außerdem das Concerto per l’Emilia im Stadio Renato Dall’Ara in Bologna, als Reaktion auf das Erdbeben in Norditalien. Später erschien das Album Terzo tempo, erstmals mit Turato als Sänger. 2013 war das 50-jährige Jubiläum der Band; Carletti veröffentlichte zu diesem Anlass in Zusammenarbeit mit dem Journalisten Andrea Moranti das Buch Io vagabondo – 50 anni di vita con i Nomadi, außerdem gab die Band mehrere Jubiläumskonzerte und veröffentlichte über Zeitungsbeilagen die mehrteilige Kompilation Nomadi 50. 2014 starb der ehemalige Schlagzeuger Lancelotti; wenig später erschien mit Nomadi 50+1 eine weitere Kompilation.
2017 trat der Sänger Yuri Cilloni an die Stelle von Turato.

## Diskografie

### Studioalben
| Jahr | Titel Musiklabel                             | Höchstplatzierung, Gesamtwochen/‑monate, AuszeichnungChartsChartplatzierungen (Jahr, Titel, Musiklabel, Platzierungen, Wochen/Monate, Auszeichnungen, Anmerkungen) | Anmerkungen                                                           |
| Jahr | Titel Musiklabel                             | IT | Anmerkungen                                                           |
| ---- | -------------------------------------------- | --- | --------------------------------------------------------------------- |
| 1967 | Per quando noi non ci saremo Columbia        | IT3 (6 Mt.)IT |                                                                       |
| 1991 | Gente come noi CGD                           | IT50 (3 Wo.)IT | Erstveröffentlichung: 18. Oktober 1991 Charteinstieg erst 2016        |
| 1992 | Ma noi no! CGD                               | IT20 (15 Wo.)IT | Erstveröffentlichung: 15. Mai 1992                                    |
| 1993 | Contro CGD                                   | IT18 (11 Wo.)IT | Erstveröffentlichung: 10. Juni 1993                                   |
| 1994 | La settima onda CGD                          | IT9 (6 Wo.)IT |                                                                       |
| 1995 | Lungo le vie del vento CGD                   | IT7 (12 Wo.)IT |                                                                       |
| 1996 | Quando ci sarai CGD                          | IT5 (8 Wo.)IT |                                                                       |
| 1998 | Una storia da raccontare CGD                 | IT2 (7 Wo.)IT |                                                                       |
| 1999 | SOS con rabbia e con amore CGD               | IT11 (7 Wo.)IT |                                                                       |
| 2000 | Liberi di volare CGD                         | IT4 (19 Wo.)IT |                                                                       |
| 2002 | Amore che prendi amore che dai CGD           | IT1 (23 Wo.)IT | Erstveröffentlichung: 19. April 2002                                  |
| 2003 | Nomadi 40 CGD                                | IT2 Gold · (46 Wo.)IT | Erstveröffentlichung: 23. Mai 2003 Verkäufe: + 25.000                 |
| 2004 | Corpo estraneo Atlantic                      | IT4 (21 Wo.)IT | Erstveröffentlichung: 29. Oktober 2004                                |
| 2006 | Con me o contro di me Atlantic               | IT3 (24 Wo.)IT | Erstveröffentlichung: 28. Februar 2006                                |
| 2009 | Allo specchio Atlantic                       | IT3 Gold · (24 Wo.)IT | Erstveröffentlichung: 3. April 2009 Verkäufe: + 25.000                |
| 2010 | Raccontiraccolti Warner                      | IT4 Gold · (13 Wo.)IT | Erstveröffentlichung: 26. Oktober 2010 Verkäufe: + 25.000; Coveralbum |
| 2011 | Cuore vivo                                   | IT3 (14 Wo.)IT | Erstveröffentlichung: 7. Juni 2011                                    |
| 2012 | Terzo tempo                                  | IT3 (10 Wo.)IT | Erstveröffentlichung: 15. September 2012                              |
| 2014 | Nomadi 50+1                                  | IT6 (13 Wo.)IT | Erstveröffentlichung: 15. April 2014                                  |
| 2015 | Lascia il segno                              | IT7 (8 Wo.)IT | Erstveröffentlichung: 19. Mai 2015                                    |
| 2015 | Il sogno di due sedicenni è diventato realtà | IT12 (6 Wo.)IT | Erstveröffentlichung: 20. November 2015                               |
| 2017 | Nomadi dentro                                | IT4 (10 Wo.)IT | Erstveröffentlichung: 27. Oktober 2017                                |
| 2018 | Nomadi 55 – Per tutta la vita                | IT14 (7 Wo.)IT | Erstveröffentlichung: 22. Juni 2018                                   |
| 2019 | Milleanni                                    | IT6 (4 Wo.)IT | Erstveröffentlichung: 31. Mai 2019                                    |
| 2021 | Solo esseri umani                            | IT4 (4 Wo.)IT | Erstveröffentlichung: 23. April 2021                                  |
| 2023 | Cartoline da qui                             | IT7 (2 Wo.)IT | Erstveröffentlichung: 5. Mai 2023                                     |

Weitere Studioalben
- 1968: I Nomadi (CBS)
- 1973: Un giorno insieme
- 1974: I Nomadi interpretano Guccini
- 1975: Gordon
- 1977: Noi ci saremo
- 1978: Naracauli e altre storie
- 1981: Sempre Nomadi
- 1982: Ancora una volta con sentimento
- 1985: Ci penserà poi il computer
- 1986: Quando viene sera
- 1988: Ancora Nomadi
- 1990: Solo Nomadi

### Livealben
| Jahr | Titel Musiklabel                      | Höchstplatzierung, Gesamtwochen, AuszeichnungChartsChartplatzierungen (Jahr, Titel, Musiklabel, Platzierungen, Wochen, Auszeichnungen, Anmerkungen) | Anmerkungen                                                         |
| Jahr | Titel Musiklabel                      | IT | Anmerkungen                                                         |
| ---- | ------------------------------------- | --- | ------------------------------------------------------------------- |
| 1980 | Album concerto EMI                    | IT18 (15 Wo.)IT | Francesco Guccini & Nomadi                                          |
| 1992 | Ma che film la vita CGD               | IT16 (6 Wo.)IT |                                                                     |
| 1997 | Le strade, gli amici, il concerto CGD | IT3 (17 Wo.)IT |                                                                     |
| 2007 | Orchestra Atlantic                    | IT2 (26 Wo.)IT | Erstveröffentlichung: 12. Oktober 2007 mit Omnia Symphony Orchestra |
| 2011 | Canzoni nel vento – Live 1987–1989    | IT42 (5 Wo.)IT |                                                                     |
| 2012 | È stato bellissimo                    | IT78 (1 Wo.)IT | Erstveröffentlichung: 28. Februar 2012                              |
| 2016 | Così sia                              | IT7 (6 Wo.)IT | Erstveröffentlichung: 10. Juni 2016                                 |

Weitere Livealben
- 1987: Nomadi in concerto (CGD)

### Kompilationen (Auswahl)
| Jahr | Titel Musiklabel                              | Höchstplatzierung, Gesamtwochen, AuszeichnungChartsChartplatzierungen (Jahr, Titel, Musiklabel, Platzierungen, Wochen, Auszeichnungen, Anmerkungen) | Anmerkungen                              |
| Jahr | Titel Musiklabel                              | IT | Anmerkungen                              |
| ---- | --------------------------------------------- | --- | ---------------------------------------- |
| 1997 | D’amore e altre storie EMI                    | IT28 (4 Wo.)IT |                                          |
| 2000 | Nomadi Studio Collection. Le origini          | IT19 (11 Wo.)IT |                                          |
| 2003 | The Platinum Collection EMI                   | IT1 (28 Wo.)IT | Erstveröffentlichung: 26. September 2003 |
| 2006 | The Platinum Collection Vol. 2 EMI            | IT50 (3 Wo.)IT |                                          |
| 2010 | I Nomadi ed altre storie: Best & Rarities EMI | IT42 (6 Wo.)IT |                                          |
| 2016 | I Nomadi 1965/1979 Universal                  | IT13 (13 Wo.)IT | Erstveröffentlichung: 4. November 2016   |
| 2023 | È stato veramente bellissimo!                 | IT26 (2 Wo.)IT | Erstveröffentlichung: 8. Dezember 2023   |

### Singles
| Jahr | Titel Album                                       | Höchstplatzierung, Gesamtwochen, AuszeichnungChartsChartplatzierungen (Jahr, Titel, Album, Platzierungen, Wochen, Auszeichnungen, Anmerkungen) | Anmerkungen                            |
| Jahr | Titel Album                                       | IT | Anmerkungen                            |
| ---- | ------------------------------------------------- | --- | -------------------------------------- |
| 1966 | Come potete giudicar Per quando noi non ci saremo | IT9 (4 Wo.)IT |                                        |
| 1966 | Noi non ci saremo Per quando noi non ci saremo    | IT15 (1 Wo.)IT |                                        |
| 1967 | Dio è morto Per quando noi non ci saremo          | IT7 (17 Wo.)IT |                                        |
| 1969 | Vai via cosa vuoi Mille e una sera                | IT17 (4 Wo.)IT |                                        |
| 1970 | Un pugno di sabbia Mille e una sera               | IT8 (14 Wo.)IT |                                        |
| 1971 | Ala bianca Mille e una sera                       | IT19 (3 Wo.)IT |                                        |
| 1971 | So che mi perdonerai Mille e una sera             | IT25 (1 Wo.)IT |                                        |
| 1972 | Io vagabondo                                      | IT1 (22 Wo.)IT |                                        |
| 1972 | Quanti anni ho –                                  | IT14 (8 Wo.)IT |                                        |
| 1973 | Un giorno insieme                                 | IT18 (8 Wo.)IT |                                        |
| 1973 | Voglio ridere Tutto a posto                       | IT6 (24 Wo.)IT |                                        |
| 1974 | Tutto a posto                                     | IT5 (22 Wo.)IT |                                        |
| 2002 | Sangue al cuore Amore che prendi amore che dai    | IT4 (7 Wo.)IT |                                        |
| 2003 | Io voglio vivere Nomadi 40                        | IT5 (12 Wo.)IT |                                        |
| 2006 | Dove si va Con o contro di me                     | — | Platz 23 (2 Wochen) der Downloadcharts |
| 2010 | Il mondo piange Irene Fornaciari                  | IT11 (6 Wo.)IT | Irene Fornaciari feat. Nomadi          |

## Bibliografie
- Beppe Carletti, Massimo Cotto: Nomadi. Augusto & altre storie. Mondadori, 2004, ISBN 978-88-04-52636-0.
- Beppe Carletti, Andrea Morandi: Io vagabondo. 50 anni di vita con i Nomadi. Arcana, 2013, ISBN 978-88-6231-286-8.

## Belege
1. 1 2 3  Chartquellen (Alben):
  - Guido Racca: M&D Borsa Album 1964-2019. Selbstverlag, 2019, ISBN 978-1-09-470500-2, S. 241.
  - Guido Racca & Chartitalia: Top 100 FIMI Album. Lulu, 2013, S. 146 f. (IT 1995–2012).
  - Alben der Nomadi. In: Italiancharts.com. Hung Medien, abgerufen am 30. April 2017 (IT seit 2000).
2. 1 2 3  Nomadi im Auszeichnungsarchiv. FIMI, abgerufen am 1. Mai 2017 (italienisch).
3. ↑  Chartquellen (Singles):
  - M&D-Chartarchiv. Musica e dischi, archiviert vom Original (nicht mehr online verfügbar) am 18. Mai 2015; abgerufen am 24. April 2017 (italienisch, kostenpflichtiger Abonnement-Zugang; IT bis 1997).  Info: Der Archivlink wurde automatisch eingesetzt und noch nicht geprüft. Bitte prüfe Original- und Archivlink gemäß Anleitung und entferne dann diesen Hinweis.
  - Guido Racca & Chartitalia: Top 100 FIMI Singoli. Lulu, 2013, S. 128 (IT 1997–2012).
4. ↑  Guido Racca & Chartitalia: Top 100 FIMI Singoli. Lulu, 2013, S. 179.